# Majoranta i minoranta
Majoranta i minoranta – pojęcia matematyczne określające wyróżnione elementy zbioru uporządkowanego oznaczające odpowiednio: ograniczenie górne i ograniczenie dolne.

## Zbiory liczbowe

### Definicje
Niech {\displaystyle (X,\curlyeqprec )} to zbiór uporządkowany, {\displaystyle A\subseteq X.}
Majorantą (ograniczeniem górnym) zbioru {\displaystyle A} nazywamy taki element {\displaystyle M\in X} {\displaystyle \forall x\in A:x\curlyeqprec M.}
Minorantą (ograniczeniem dolnym) zbioru {\displaystyle A} nazywamy taki element {\displaystyle m\in X} {\displaystyle \forall x\in A:m\curlyeqprec x.}

### Własności i przykłady
- Jeśli zbiór {\displaystyle A} posiada co najmniej jedną majorantę (odpowiednio minorantę) to mówimy, że jest on ograniczony od góry (odpowiednio od dołu).
- Jeśli ma majorantę i minorantę to jest ograniczony.
- Niech {\displaystyle (\mathbb {R} ,\leqslant );\quad A=\langle -1,5),} wtedy np. 6 jest majorantą zbioru {\displaystyle A,} np -100, -1 są minorantami zbioru {\displaystyle A,} zbiór wszystkich minorant to {\displaystyle {\big (}-\infty ,-1\rangle .}

## Szeregi
Jeżeli dla danych dwóch szeregów liczbowych {\displaystyle \exists n_{0}\in \mathbb {N} \quad \forall n>n_{0}:a_{n}\leqslant b_{n}} to szereg {\displaystyle b_{n}} nazywamy majorantą szeregu {\displaystyle a_{n}} (szereg {\displaystyle a_{n}} nazywamy minorantą szeregu {\displaystyle b_{n}}).